# 钝叶栒子
钝叶栒子（学名：Cotoneaster hebephyllus）为蔷薇科栒子属的植物。分布于中国大陆的西藏、甘肃、云南、四川等地，生长于海拔1,300米至3,400米的地区，多生于丛林中、生石山上以及林缘隙地。

## 别名
云南栒子（经济植物手册）

## 变种
- 钝叶栒子灰毛变种（学名：Cotoneaster hebephyllus var. incanus）为蔷薇科栒子属下的一个变种。
- 钝叶栒子黄毛变种（学名：Cotoneaster hebephyllus var. fulvidus）为蔷薇科栒子属下的一个变种。
- 钝叶栒子大果变种（学名：Cotoneaster hebephyllus var. majusculus）为蔷薇科栒子属下的一个变种。